# Mayo Tignere I
Mayo Tignère I est un village du Cameroun situé dans la région de l'Adamaoua et le département du Faro-et-Déo. Il fait partie de la commune de Tignère.

## Population
En 1971, Mayo Tignère comptait 421 habitants, principalement Foulbe et Niam-Niam.
Lors du recensement de 2005, le village comptait 334 personnes, 156 de sexe masculin et 178 de sexe féminin.